# Гундыр
Гундыр — образ многоголового великана в мифологии коми. В фольклоре коми-зырян и коми-пермяков Гундыр имел человеческий образ, однако под влиянием русского фольклора превратился в гигантского змея или дракона.
По сказкам и быличкам нет однозначного ответа о количестве его голов; их может быть 3, 6, 9, 12 или даже 24. Дыхание его считается пеж — нечистым. Обитает он в различных быличках под водой, землёй, в горе или на ней, либо на небе. Выходит он из своего укрытия в виде чёрной тучи, чёрного дыма или синего тумана.
Является отрицательным персонажем в мифологии коми. В сказках выступает всегда как противник главного героя. Его часто называли хозяином определённого места: озера, моря, горы. Сюжет сказок часто завязан на том, что он сторожит волшебное богатство или предмет. Пожирает людей, Шонды, похищает чужих жён и невест. Часто сам является мужем, сыном или зятем Йомы.
В просторечии его имя часто используется в качестве обсценной лексики.